# Distrito de San Silvestre de Cochán
El Distrito de San Silvestre de Cochán es uno de los trece distritos de la Provincia de San Miguel, ubicada en el Departamento de Cajamarca, bajo la administración del Gobierno regional de Cajamarca, en el Perú. 
Desde el punto de vista jerárquico de la Iglesia católica forma parte de la Diócesis de Cajamarca, sufragánea de la Arquidiócesis de Trujillo.

## Historia
Bajo la Colonia, formó parte del curata de San Miguel, pasando por tanto al distrito del mismo nombre al producirse la Independencia. El año 1857, al crearse el distrito de Llapa, Cochán fue incluido en él, permaneciendo 109 años en su ámbito.
El distrito fue creado mediante Ley N° 15911 del 7 de enero de 1966, en el primer gobierno del Presidente Fernando Belaúnde Terry.

## Geografía
Tiene una superficie de 131,62 km².

## Capital
Su capital es el poblado de San Silvestre de Cochán.

## Autoridades

### Municipales
- 2013 - 2014[3]
  - Alcalde: Segundo Jorge Salazar Ventura, del Movimiento Regional Fuerza Social Cajamarca (FS)
  - Regidores: Walter Coba Linares (FS), Edgar Enrique Santa Cruz Delgado (FS), Vidalina Hernández Becerra (FS), Celina Becerra Mendoza (FS), Requelme Llanos Terrones (Acción Popular).[4]
- 2007 - 2010
  - Alcalde: Concepción Favio Jovito Delgado Vargas.

### Policiales
- Comisario:  PNP.

### Religiosas
- Diócesis de Cajamarca[5]
  - Obispo: Mons. José Carmelo Martínez Lázaro, OAR.